# Thalassarche eremita
El albatros de Chatham (Thalassarche eremita) es un albatros blanco y negro de tamaño medio que cría únicamente en The Pyramid, una gran roca de las islas Chatham, en Nueva Zelanda. En ocasiones se le considera una subespecie de T. cauta.
Las condiciones del islote en el que estos albatros crían han sufrido una significativa degradación por lo que el ave ha sido listada como en peligro crítico por la UICN. La población estimada en la actualidad ronda los 11 000 individuos.

## Imágenes

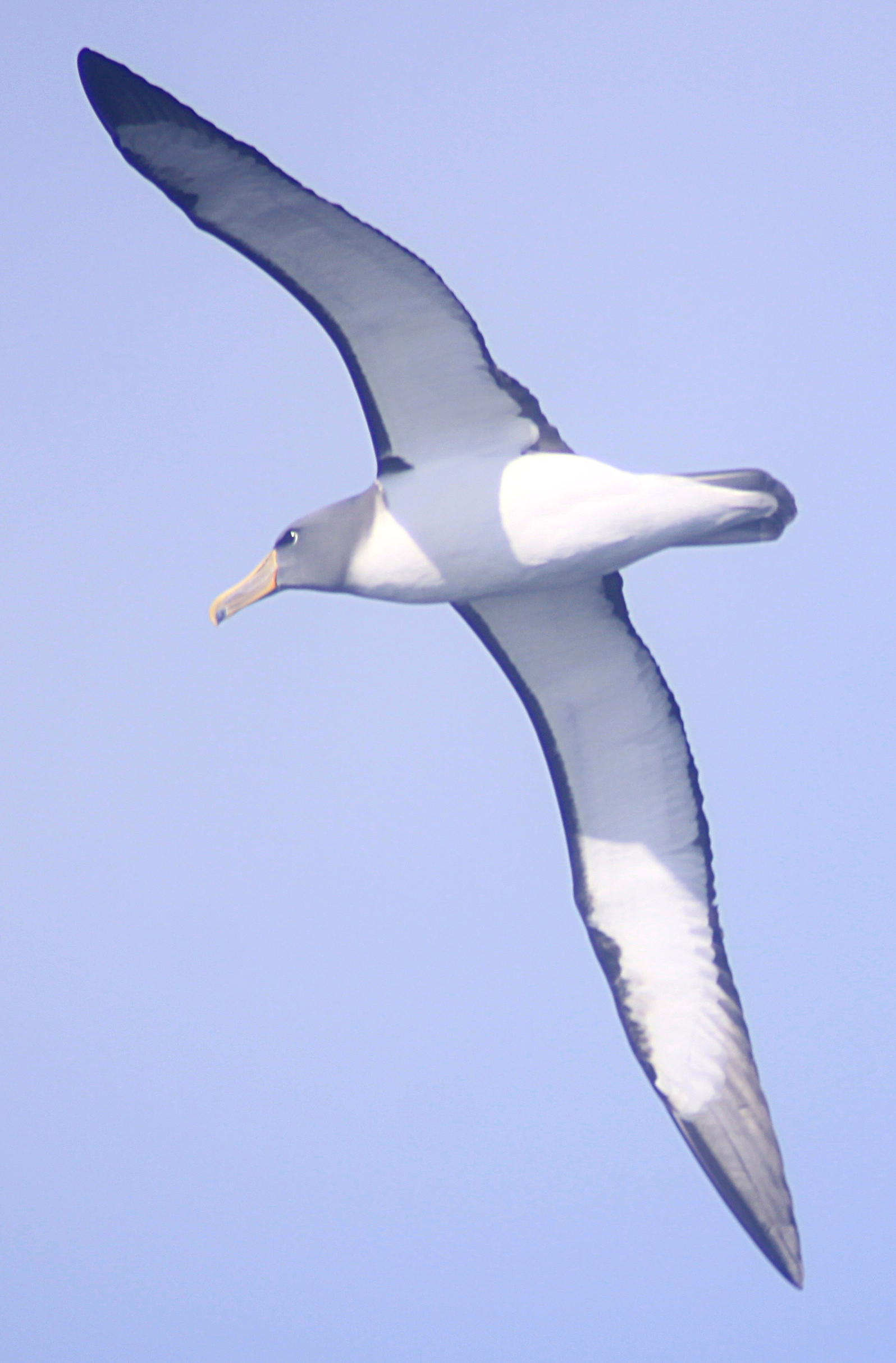
Un albatros de Chatam volando en Tasmania.
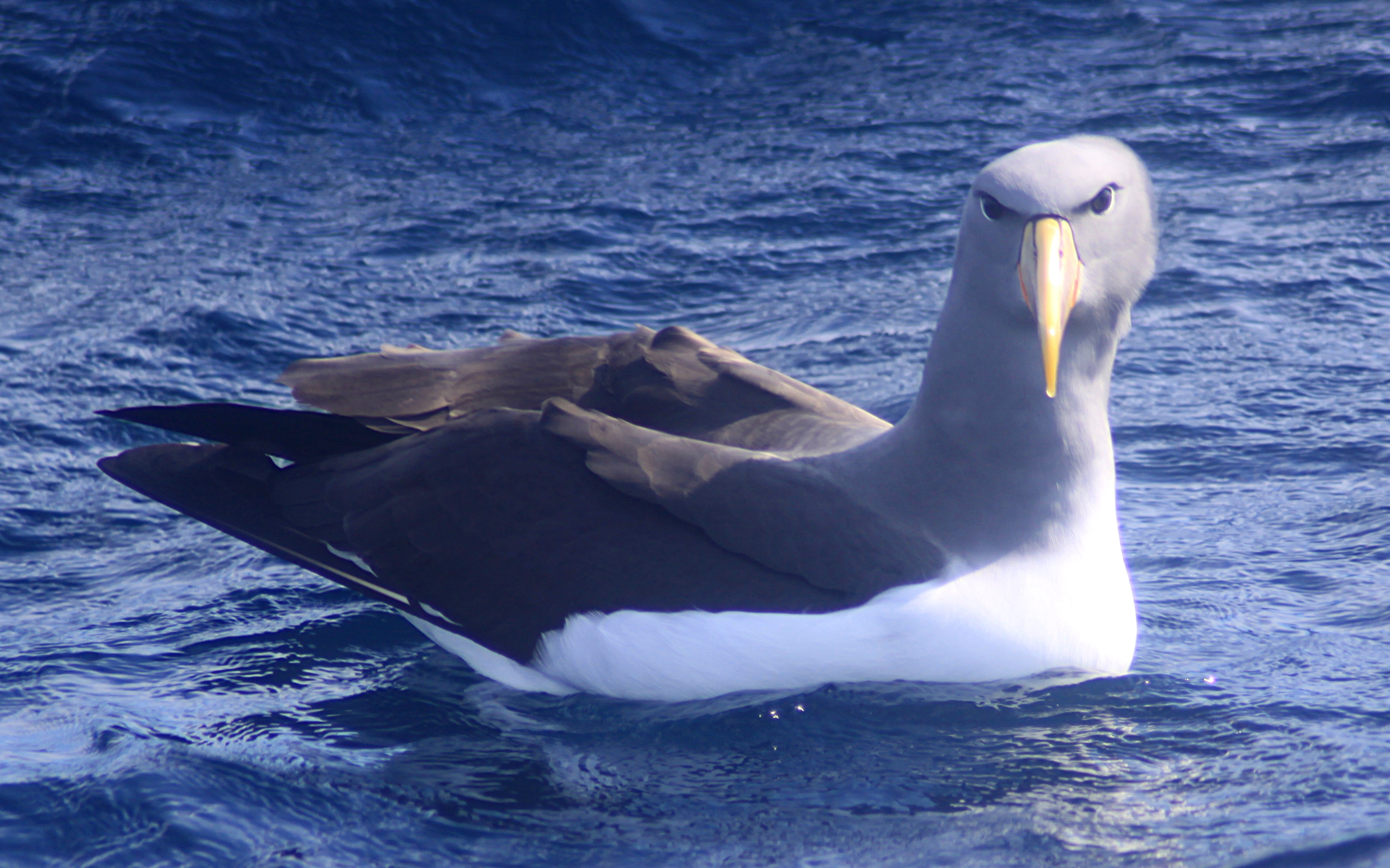
Albatros de Chatam.